# Jerbogatschon
Jerbogatschon (russisch Ербогачён) ist ein Dorf (selo) in der Oblast Irkutsk in Russland mit 1965 Einwohnern (Stand 14. Oktober 2010).

## Geographie
Der Ort liegt gut 1000 km Luftlinie nördlich des Oblastverwaltungszentrums Irkutsk östlich des Mittelsibirischen Berglands und westlich des Lenaplateaus. Er befindet sich am rechten Ufer der Unteren Tunguska.
Jerbogatschon ist Verwaltungszentrum des Rajons Katangski sowie Sitz der Landgemeinde Jerbogatschonskoje selskoje posselenije, zu der außerdem die Dörfer Chamakar (80 km nördlich), Nakanno (180 km nördlich), Oskino (50 km südlich) und Teteja (80 km südwestlich) sowie der Abschnitt (utschastok) Inarigda (gut 200 km nördlich) gehören (alle ebenfalls an der Unteren Tunguska, außer Teteja am gleichnamigen linken Nebenfluss).

## Geschichte
Das Dorf wurde 1786 von russischen Pelztierjägern unweit einer ewenkischen Ansiedlung gegründet. Der Name – die ursprüngliche Bezeichnung war Nerbeketschen (Нэрбэкэчэн) – geht auf das ewenkische nerbeke für einen „mit Kiefern bewachsenen Hügel“ zurück.
Ab 1925 gehörte das Dorf zum Preobraschenski rajon mit Sitz im 140 km flussaufwärts (südlich) gelegenen Dorf Preobraschenka, bis er 1929 im Kirenski rajon mit Sitz in Kirensk an der Lena aufging. Am 10. Dezember 1930 wurde Jerbogatschon Verwaltungssitz des neu gebildeten Ewenkischen Nationalrajons Katanga (russisch Katangski nazionalny (Ewenkijski) rajon, nach der Bezeichnung Katanga für den Oberlauf der Steinigen Tunguska im Westteil des Gebietes). Vor 1940 verlor der Rajon den Status eines Nationalrajons und trägt seither seinen heutigen Namen.

### Bevölkerungsentwicklung
| Jahr | Einwohner |
| ---- | --------- |
| 1939 | 1305      |
| 1959 | 1867      |
| 1970 | 1952      |
| 1979 | 1911      |
| 1989 | 3044      |
| 2002 | 2073      |
| 2010 | 1965      |

Anmerkung: Volkszählungsdaten

## Verkehr
Ganzjährig ist Jerbogatschon über einen Flugplatz (ICAO-Code UIKE) unmittelbar östlich des Ortes erreichbar. Für knapp einen Monat nach dem Frühjahrseisgang kann das Dorf mit größeren Schiffen auf der Unteren Tunguska erreicht werden. Nach Jerbogatschon führt die 220 km lange Winterstraße 25N-007, die nördlich von Kirensk von der im Bau befindlichen föderalen Fernstraße A331 Wiljui auf ihrem Abschnitt nach Witim abzweigt.